# Бергсма, Хизер
Хизер Ричардсон-Бергсма (англ. Heather Richardson-Bergsma; 20 марта 1989 года) — американская конькобежка. 4-кратная чемпионка мира, 10-кратная призёр чемпионата мира. Участница зимних Олимпийских игр 2010, 2014 и бронзовый призёр зимних Олимпийских игр 2018 года, 3-кратная обладатель Кубка мира на дистанции 1000 метров.

## Биография
Хизер Ричардсон начала кататься на роликовых коньках в возрасте 9 лет, благодаря своим родителям, которые одновременно участвовали в гонках и занимались художественным катанием на четырёхколёсных роликовых коньках. Она выросла в двух минутах езды от местного катка для катания на роликовых коньках в Хай-Пойнте, а через год выиграла все местные соревнования. Хизер 9 лет занималась роликовым катанием и выступала за США, завоевав золото в спринте на 500 метров на чемпионате мира 2005 года, а в 2007 году переключилась на конькобежный спорт, чтобы принять участие на Олимпийских играх.
После переподготовки она переехала в Солт-Лейк-Сити, где тренировалась со сборной на Олимпийском овале Юты. В возрасте 18 лет впервые выступила на чемпионате мира по спринту в 2008 году, где заняла 25-е место. В том же году заняла 2-е место на чемпионате США в спринте и дебютировала на этапах Кубка мира.
В 2009 году стала чемпионкой США по спринту и заняла 20-е место в многоборье на чемпионате мира по спринту в Москве. В декабре выиграла на дистанции 1500 м чемпионат США на одиночных дистанциях. На зимних Олимпийских играх 2010 года в Ванкувере Ричардсон стала 6-й на 500 м, 9-й на 1000 м и 16-й на 1500 м. На чемпионате США она выиграла на дистанциях 500 и 1000 м и стала 2-й на 1500 м.
В 2011 году на чемпионате мира по отдельным дистанциям в Инцелле выиграла бронзовую медаль на дистанции 1000 м. Также в сезоне 2010/2011 впервые стала обладателем Кубка мира на дистанции 1000 м и заняла 4-е место на чемпионате мира в спринтерском многоборье. В конце года выиграла в очередной раз чемпионат США на дистанции 1000 м и также 1500 м.
В сезоне 2012/2013 установила рекорд мира по сумме спринтерского многоборья, стала чемпионкой мира в спринтерском многоборье в Солт-Лейк-Сити, выиграла несколько этапов Кубка мира на дистанции 1000 м, и завоевала Кубок мира на дистанции 1000 метров во второй раз. На национальном уровне выиграла спринтерское многоборье и одиночные соревнования на 4-х дистанциях: 500, 1000, 1500 и 3000 метров.
В 2014 году она прошла олимпийские испытания в Солт-Лейк-Сити, выиграв 1-е места на дистанциях 500, 1000 и 1500 м и квалифицировалась на олимпиаду 2014 года. В январе на чемпионате мира в спринтерском многоборье в Нагано завоевала "бронзу" в общем зачёте, а в феврале на зимних Олимпийских играх в Сочи заняла 6-е место в командной гонке, 8-е на дистанции 500 м и 7-е места на 1000 и 1500 м.
В 2015 году Ричардсон выиграла золотую, серебряную и бронзовую медаль на дистанциях 500, 1000 и 1500 м на чемпионате мира в Херенвене, следом стала 2-й в многоборье на чемпионате мира в спринте, проходившем в Астане. Она также заняла 4-е место на чемпионате мира в классическом многоборье в Калгари.
В ноябре на Кубке мира в Калгари Хизер сначала побила мировой рекорд на дистанции 1000 м с результатом 1:12,51 сек, а в Солт-Лейк-Сити она побила мировой рекорд в беге на 1500 метров со временем 1:50,85 сек, который продержался до 2019 года. В 2016 году, уже под фамилией Бергсма участвовала на чемпионате мира в Коломне, где дважды была 2-й в забегах на 1000 и 1500 м, а на чемпионате мира в спринте в Сеуле также стала 2-й в многоборье. На чемпионате США в очередной раз одержала победы на дистанциях 500, 1000 и 1500 м.
Бергсма в 2017 году вновь завоевала золотые медали, на этот раз на дистанциях 1000 и 1500 м и бронзовую в масс-старте на чемпионате мира в Канныне. Она стала первой конькобежкой среди мужчин и женщин, завоевавшей титулы чемпиона мира на дистанциях 500, 1000 и 1500 метров. После чего выиграла третью подряд серебряную медаль в многоборье на чемпионате мира в спринте.
В 2018 году на зимних Олимпийских играх в Пхёнчхане она наконец выиграла свою олимпийскую медаль, выиграв "бронзу" в командной гонке, на дистанции 1500 и 1000 м заняла 8-е место, на 500 м и в масс-старте стала 11-й. В апреле 2018 года она объявила, что берёт двухлетний перерыв в конькобежном спорте, чтобы сосредоточиться на других вещах, в том числе на создании семьи с мужем Йорритом Бергсмой. В 2020 году официально завершила карьеру спортсменки.

### Личная жизнь
Хизер замужем за голландским конькобежцем Йорритом Бергсмой. В 2014 году она переехала в Ольдеборн, Нидерланды, чтобы начать жить со своим будущим мужем, а в мае 2015 года они поженились. В октябре 2018 года у них родился сын Брент, а в 2021 году дочь  Барбара Джин.  Свободное время проводит со своим мужем и с сыном, смотрит телевизор, играет в волейбол и софтбол.

## Рекорд мира
| Дисциплина              | Время   | Дата              | Место          | Побит |
| ----------------------- | ------- | ----------------- | -------------- | ----- |
| Спринтерское многоборье | 147.735 | 19-20 января 2013 | Калгари        | —     |
| 1000 м                  | 1.12,51 | 14 ноября 2015    | Калгари        | —     |
| 1500 м                  | 1.50,85 | 21 ноября 2015    | Солт-Лейк-Сити | —     |